# Boeing P-26 Peashooter
Boeing P-26 byl první jednoplošný stíhací letoun, který byl přijat do vojenského letectva Spojených států amerických. Letoun byl vyvinut jako nástupce úspěšného stíhacího dvouplošníku Boeing P-12. Prototyp absolvoval první lety již roku 1932 a byl prakticky ihned sériově vyráběn. Byl vyzbrojen dvěma kulomety a mohl nést až 90 kg bomb. Před druhou světovou válkou byl však již zastaralý a sloužil v USA pouze jako cvičný. Mezi piloty byl oblíben a vysloužil si přezdívku Peashooter. Účastnil se bojů v Číně a na Filipínách. Používalo ho několik zahraničních uživatelů, z nichž Guatemalské letectvo typ vyřadilo až v roce 1957.

## Vývoj

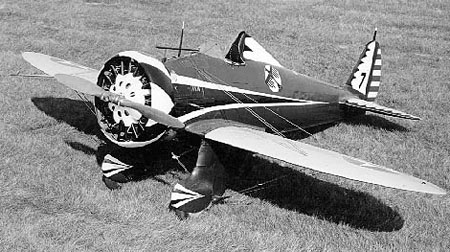
Boeing P-26 13th PS, 17th Pursuit Group

Vývoj nového typu začal v roce 1931, přičemž už od počátku byla pro nový letoun zvolena jednoplošná konstrukce. Z různých možných koncepcí letounu byl nakonec zvolen Model 248, celokovový dolnoplošník s pevným podvozkem a otevřenou pilotní kabinou. Projekt byl v září 1931 předveden USAAC a už 5. prosince 1931 získal Boeing zakázku na stavbu tří prototypů, označených tehdy ještě XP-936. Jelikož byla právě hospodářská krize, Boeing stavěl nové pouze draky letounů a další vybavení dodalo USAAC.
Stavba probíhala rychlým tempem a už za dva měsíce byl dokončen první prototyp, který 20. března 1932 poprvé vzlétl. Pilot si po letu pochvaloval dobrou ovladatelnost letounu i rychlost o 48 km/h vyšší, než u zavedeného P-12. Druhý prototyp, určený k pevnostním testům na zkušební základně Wright Field v Ohiu, byl zalétán 22. dubna 1932 a třetí prototyp 6. května 1932. Třetí vyrobený stroj byl zkoušen v běžných provozních podmínkách u 1. stíhací skupiny na letišti USAAC Selfridge Field v Michiganu.
Po testech USAAC všechny tři stroje zakoupilo a jejich typové označení se změnilo na XP-26, následně pak na Y1P-26. Nakonec se z obou létajících prototypů staly sériové P-26 se sériovými čísly 32-412 a 32-414.

## Konstrukce

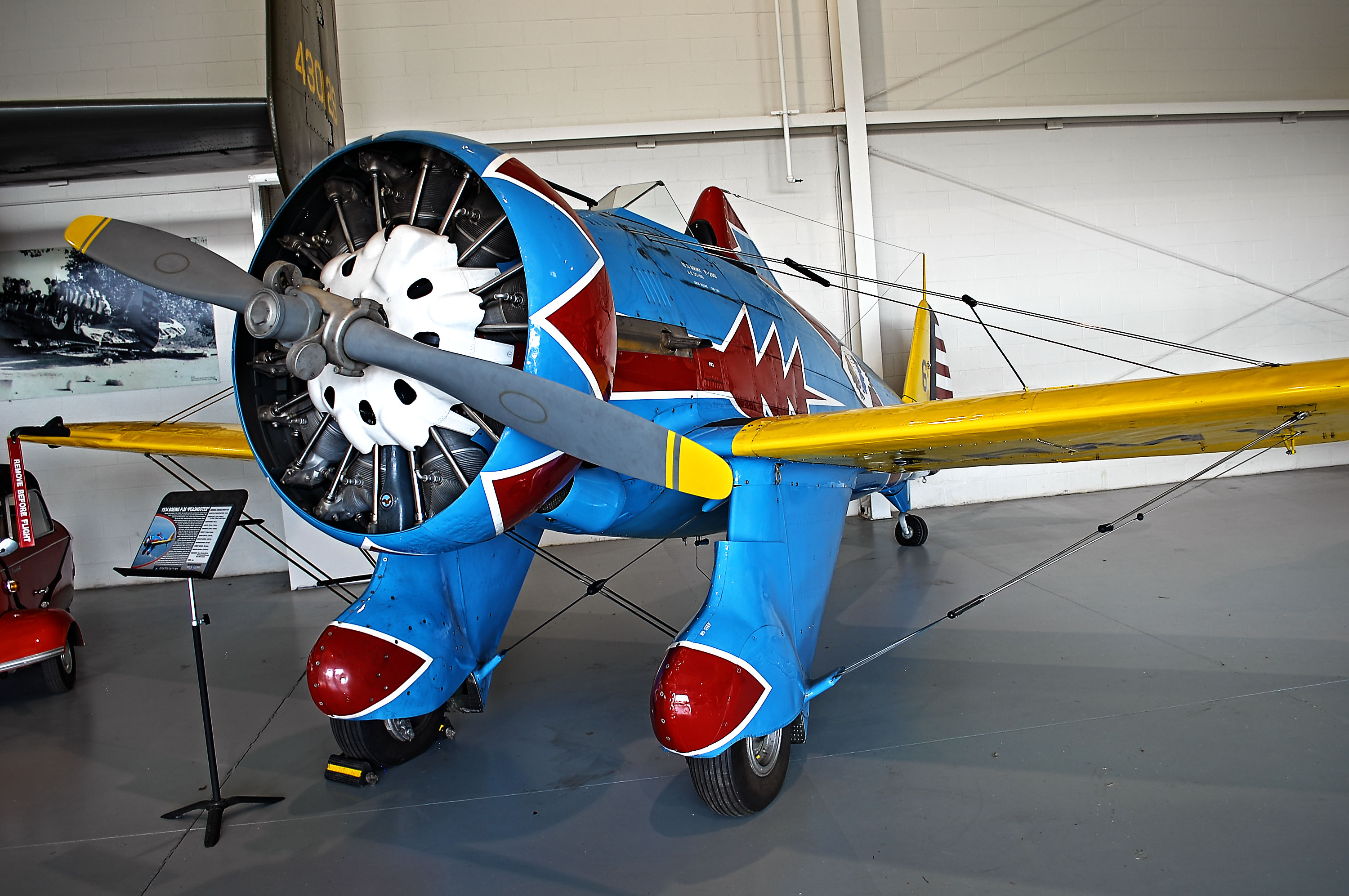
Boeing P-26 vystavený ve Virginia Beach Military Aviation Museum

Jednalo se o jednomístný jednomotorový dolnoplošník celokovové konstrukce s pevným podvozkem. V přídi letounu byl instalován vzduchem chlazený hvězdicový devítiválec Pratt & Whitney R-1340-21 Wasp o výkonu 386 kW (u prototypu ve verzi SR-1340E), který byl chráněn prstencem Townend. Pilotní kabina byla otevřená, pilota před větrem chránil jednoduchý štítek a za jeho hlavou byla pro případ nehody vysoká opěrka. Ocasní plochy byly klasické, ostruhové kolečko bylo kapotováno. Mezi křídlem, trupem a podvozkem konstrukci letounu vyztužoval systém drátových výztuh. Prototyp byl neozbrojen. Přistávací klapky byly instalovány až na základě s zkušeností s provozem prvních sériových strojů.

## Sériové stroje

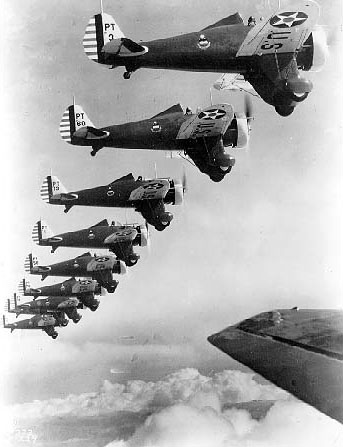
Formace strojů P-26A 20. stíhací skupiny, jaro 1938

Dne 28. ledna 1934 pak vedení USAAC objednalo první jedenáctikusovou sérii P-26A, u kterého bylo provedeno několik změn. Od prototypu se lišil zjednodušenou konstrukcí podvozku i jeho kapotáže, jež měly usnadnit údržbu. Byl instalován silnější motor R-1340-27 o výkonu 500 hp při 2200 otáčkách za minutu u země. Pomocí instalace přistávacích klapek byla snížena vysoká přistávací rychlost, jež u pilotů, nemajících zkušenosti s létáním na jednoplošnících, znamenala vysokou nehodovost. Letouny také měly výzbroj a radiostanici. Výzbroj se skládala ze dvou kulometů Browning ráže 7,62 mm a zásobou 500 nábojů. Někdy byl jeden z nich nahrazen 12,7mm kulometem Browning s 200 náboji. Pro střelbu byl instalován i zaměřovač a fotokulomet. Letoun mohl nést dvě pumy po 52,6 kg či pět po 11,3 kg. Radiostanice se skládala z přijímačů SCR-183, SCR-192 a vysílače BC-180. Anténa vysílače byla umístěna před pilotní kabinou a stožárek přijímače byl na vrcholu svislé ocasní plochy. Této varianty bylo nakonec vyrobeno 111 kusů.
Na výrobu této varianty navázala vylepšená verze P-26B (33-179 až 33-185), která se lišila především výkonnějším motorem R-1340-33 o výkonu 575 hp. Motor měl místo karburátoru přímý vstřik paliva, ale díky jeho vyšší hmotnosti se výkony letounu zvýšily jen mírně. První P-26B byl dodán na Wright Field 20. června, druhý 21. července 1934.
Celkem 18 kusů verze P-26C (33-186 až 33-203) mělo nejprve motor R-1340-27, který byl ale časem vyměněn za verzi R-1340-33 a letouny této varianty byly přeznačeny na P-26B. Výroba strojů pro USAAC skončila touto verzí v březnu roku 1936.
Letouny P-26A, určené na export byly označeny Model 281. Bylo postaveno 12 kusů Modelu 281, z nichž dva byly neozbrojené předváděcí letouny a deset bylo určeno pro Čínu. Jeden z předváděcích kusů zakoupilo španělské republikánské letectvo.

## Operační služba

### USAAC

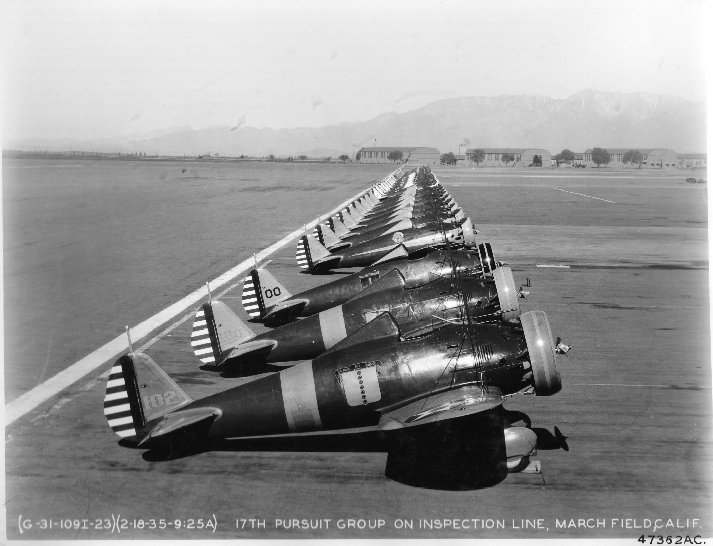
Letouny 17. Pursuit Group na fotografii z roku 1935

Jako první získala 20 P-26A (33-29 až 33-48) v prosinci 1933 jednotka 20. Pursuit group na Barksdale Field v Louisianě, složená z 55., 77. a 79. squadrony. Celkem letoun používalo deset amerických jednotek (1. Pursuit Group tvořená 17., 27. a 94. squadronou na Selfridge Field v Michiganu, 4. Composite Group, 15–18. Pursuit Group, 20. Pursuit Group, 31–32. Pursuit Group a 37. Pursuit Group), z nichž některé je provozovaly až do roku 1941. Jednotky se věnovaly především hlídkování a výcviku, přičemž letectvem nebyly nikdy bojově nasazeny. Šest letounů bylo zničeno na zemi při japonském útoku na Pearl Harbor a při napadení Filipín.

### Zahraniční uživatelé

#### Čína
Do Číny byl 15. srpna odeslán předváděcí letounu Modelu 281, který zde sice havaroval, ale i tak si Čína, potýkající se s nedostatkem moderních letounů, objednala stavbu deseti sériových kusů s motorem R-1340-33. Prostředky na jejich zakoupení byly získány i pomocí sbírky mezi čínskými krajany v zahraničí. Letouny byly v Číně sestaveny v lednu 1936. Po vypuknutí druhé čínsko-japonské války byly tyto letouny poprvé bojově nasazeny a to jako součástí obrany hlavního města Nanking. Například 15. srpna 1937 se těmto strojům podařilo sestřelit dva japonské bombardéry Micubiši G3M. Boje mezi čínskými letouny Model 281 a japonskými Micubiši A5M byly historicky prvními souboji moderních stíhacích jednoplošníků. Přesný počet vítězství, dosažených piloty na Modelu 281 není znám. V době dobytí Nankingu v prosinci 1937 už byl letuschopný jen jediný kus.

#### Španělsko

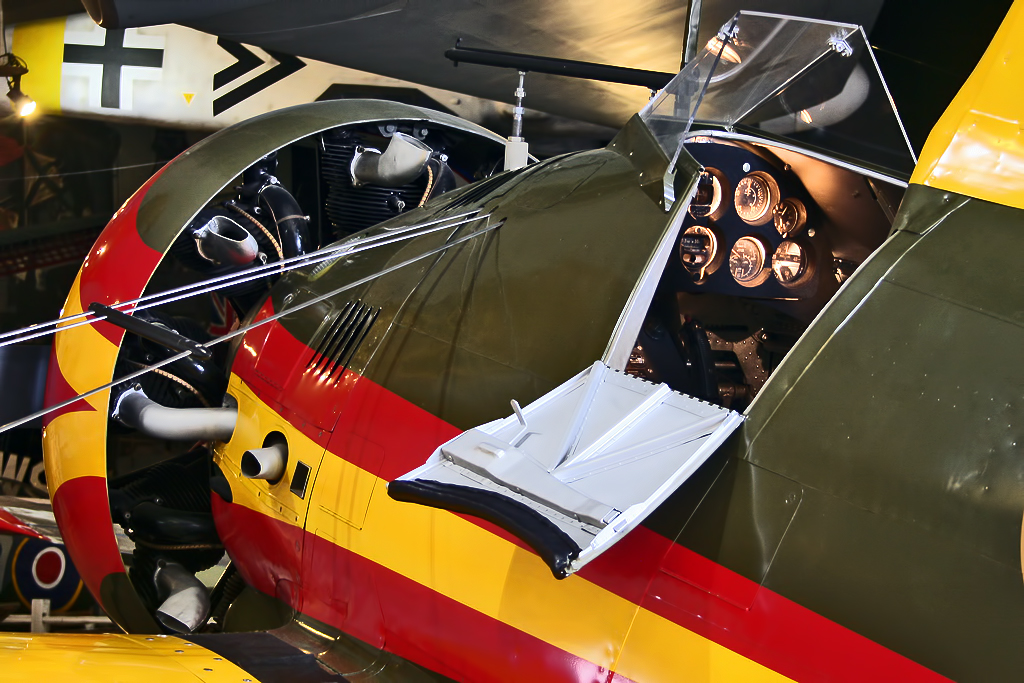
Replika Boeing P-26A Peashooter

Španělské republikánské letectvo v první polovině roku 1937 zakoupilo druhý předváděcí kus Modelu 281, který zde byl provizorně vyzbrojen dvojicí nesynchronizovaných kulometů Vickers ráže 7,7 mm, umístěných v pouzdrech pod křídly a bojově nasazen (nejspíše při obraně Madridu) ve španělské občanské válce. Dne 21. října 1937 byl sestřelen letouny Fiat CR.32. Objednávce dalších strojů zabránila jejich vysoká cena.

#### Filipíny
Filipínské letectvo získalo v červenci 1941 devět amerických P-26A zařazených do výzbroje 6. squadrony. Po zapojení Japonska do války, byly letouny bojově nasazeny proti japonském letectvu a podařilo se jim dosáhnout i několika vzdušných vítězství. Všechny letouny byly při obraně Filipín zničeny přímo v boji, či vlastním personálem, aby nebyly ukořistěny.

#### Guatemala
Guatemala v letech 1942–1943 získala sedm P-26 vyřazených z výzbroje jednotek USAAF dislokovaných v Panamském průplavovém pásmu. V Guatemale pak sloužily pod označením „Boeing PT-26A“ jako stíhací a cvičné letouny (po válce už pouze jako cvičné). Poslední kusy byly vyřazeny v roce 1957. Dva guatemalské P-26 byly poté darovány do USA, kde jsou dnes vystaveny v muzejních expozicích.

## Dochované kusy

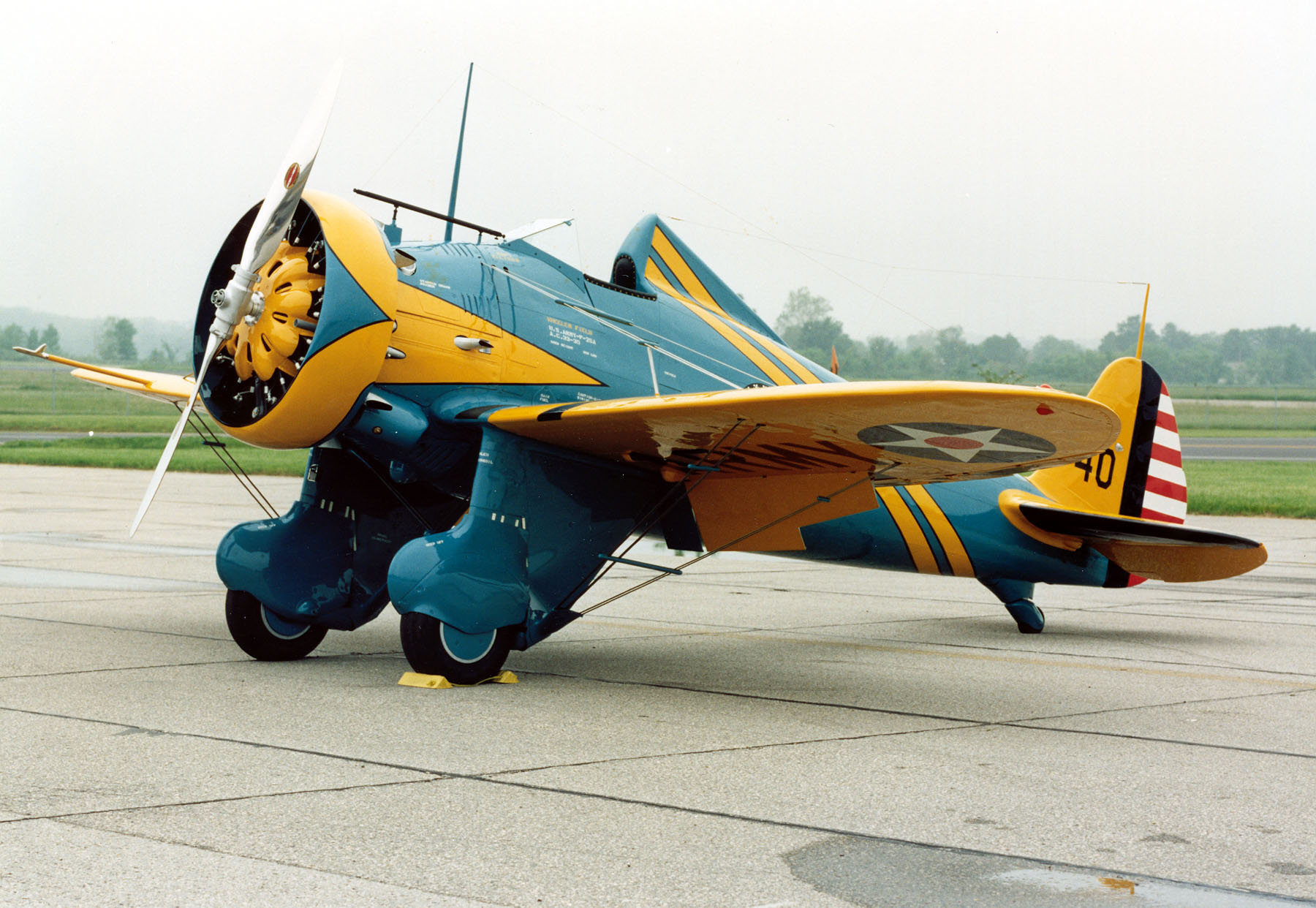
P-26A

V současnosti existují dva originální kusy P-26, pocházející z Guatemaly. První je vystaven v americkém National Air and Space Museum ve městě Washington, D.C. a druhý vlastní museum Planes of Fame v kalifornském městě Chino. Vzniklo také několik replik.

## Uživatelé

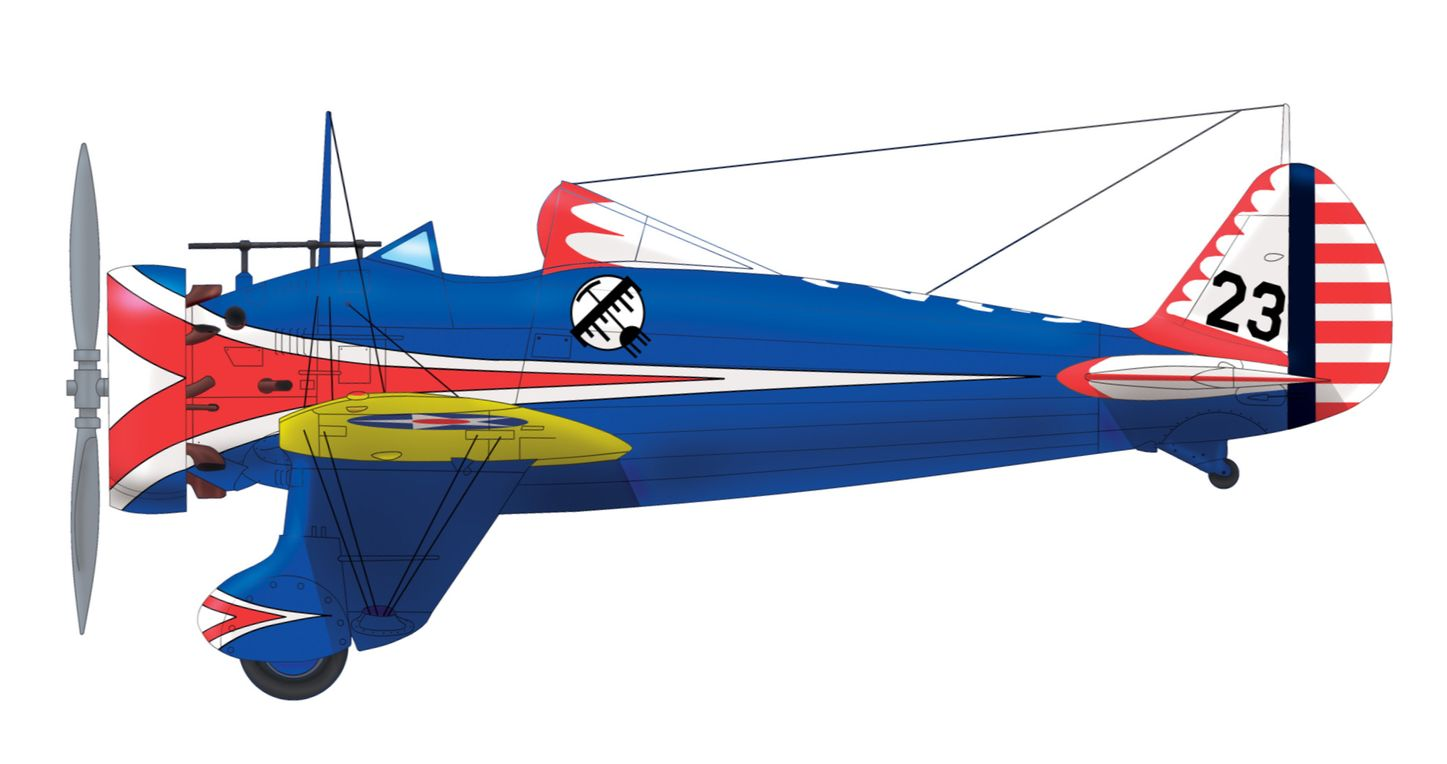
Boeing P-26A Peashooter Eda Maloneyho v podobě z roku 1978, ve zbarvení 34. stíhací perutě 17. stíhací skupiny USAAC před rokem 1935

- Čína
  - Letectvo Čínské republiky
- Filipínské společenství
  - Filipínský armádní letecký sbor
- Guatemala
  - Guatemalské letectvo
- Španělsko
  - Letectvo Španělské republiky
- USA
  - Armádní letecký sbor Spojených států amerických

## Specifikace (P-26A)

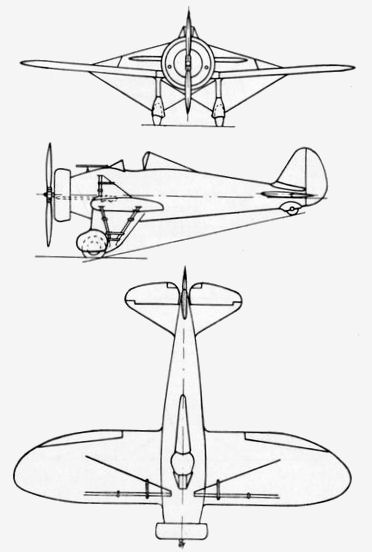
Třípohledový nákres

### Technické údaje
- Posádka: 1 (pilot)
- Rozpětí: 8,50 m
- Délka: 7,17 m
- Výška: 3,05 m
- Hmotnost prázdného letounu: 996 kg
- Vzletová hmotnost: 1358 kg
- Pohonná jednotka: 1 × hvězdicový vzduchem chlazený devítiválec Pratt & Whitney R-1340-7 Wasp
- Výkon motoru: 600 hp (440 kW)

### Výkony
- Maximální rychlost: 377 km/h ve výšce 1829 m
- Dostup: 8500 m
- Dolet: 579 km

### Výzbroj
- 2 × 7,62mm kulomet Browning (možná byla i kombinace 1 × 7,62 mm a 1 × 12,7 mm M2 Browning)
- až 100 kg pum (2× 52,6 kg či 5× 11,3 kg)